# 顕忠院駅
顕忠院駅（ヒョンチュンウォンえき）は、大韓民国大田広域市儒城区にある大田広域市都市鉄道公社1号線の駅。駅番号は118。ハンバッ大の副駅名がある。

## 歴史
- 2007年4月17日 - 1号線政府庁舎 - 盤石間の延伸開業に伴い開業。

## 駅構造
相対式ホーム2面2線の地下駅。
のりば
| 上り | ●1号線 | 板岩方面 |
| 下り | ●1号線 | 盤石方面 |

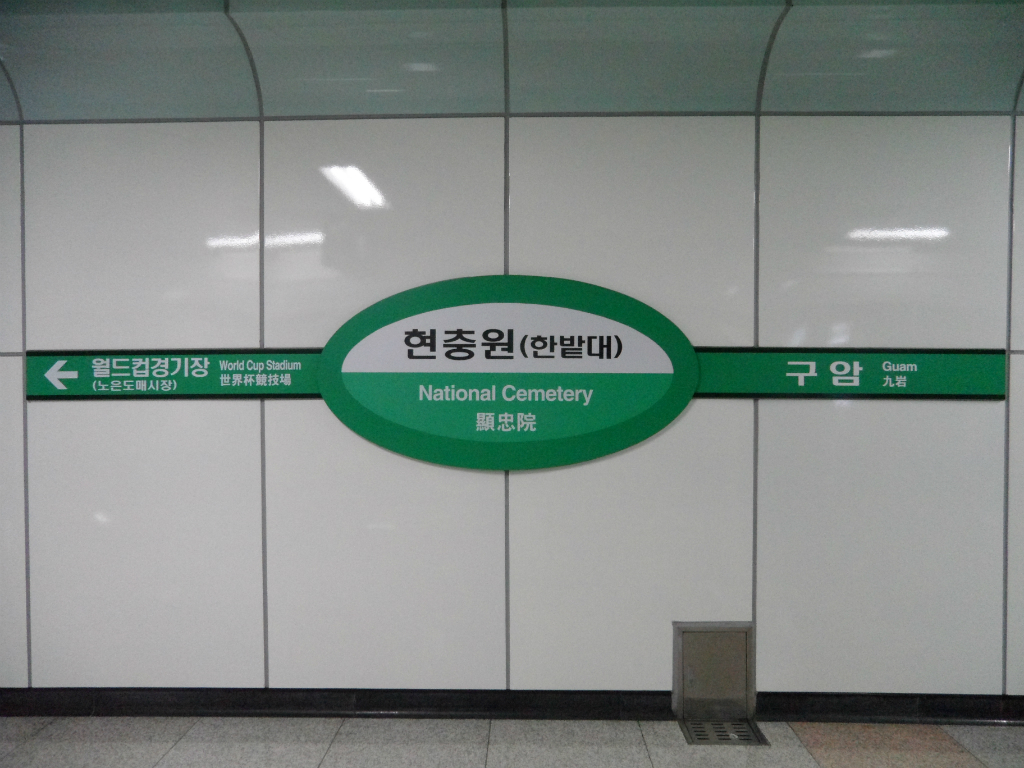
駅名標

## 駅周辺
- 国立大田顕忠院
- ハンバッ大学校
- 国土交通部衛星航法中央事務所

## 隣の駅
大田広域市都市鉄道公社
●1号線
九岩駅 (117) - 顕忠院駅 (118) - ワールドカップ競技場駅 (119)